# Lepilaena preissii
Lepilaena preissii là một loài thực vật có hoa trong họ Potamogetonaceae. Loài này được (Lehm.) F.Muell. mô tả khoa học đầu tiên năm 1874.